# Alpha Ethniki 1994-1995
L'Alpha Ethniki 1994-1995 fu la 59ª edizione della massima serie del campionato di calcio greco, conclusa con la vittoria del Panathīnaïkos, al suo diciassettesimo titolo.
Capocannoniere del torneo fu Krzysztof Warzycha (Panathīnaïkos), con 29 reti.

## Formula
Come nella stagione precedente le squadre partecipanti furono 18 e disputarono un girone di andata e ritorno per un totale di 34 partite.
Le ultime tre classificate furono retrocesse in Beta Ethniki.
Il punteggio prevedeva tre punti per la vittoria, uno per il pareggio e nessuno per la sconfitta.
Le squadre ammesse alle coppe europee furono sei: i campioni alla UEFA Champions League 1995-1996, la vincitrice della coppa nazionale alla Coppa delle Coppe 1995-1996, seconda e terza classificata alla Coppa UEFA 1995-1996 più due ulteriori squadre alla Coppa Intertoto 1995.

## Squadre partecipanti
| Squadra         | Città      | Stadio | Stagione 1993-1994 |
| --------------- | ---------- | ------ | ------------------ |
| AEK Atene       | Atene      |        | Campione di Grecia |
| Apollōn Smyrnīs | Atene      |        | 13°                |
| Arīs Salonicco  | Salonicco  |        | 4°                 |
| Athīnaïkos      | Vironos    |        | 12°                |
| Doxa Dramas     | Drama      |        | 15°                |
| Edessaïkos      | Edessa     |        | 14°                |
| Ethnikos Pireo  | Il Pireo   |        | Beta Ethniki       |
| Iōnikos         | Nikea      |        | Beta Ethniki       |
| Īraklīs         | Salonicco  |        | 6°                 |
| Kavala          | Kavala     |        | Beta Ethniki       |
| Larissa         | Larissa    |        | 10°                |
| Levadeiakos     | Livadia    |        | 11°                |
| OFI Creta       | Candia     |        | 7°                 |
| Olympiacos      | Il Pireo   |        | 3°                 |
| Panathīnaïkos   | Atene      |        | 2°                 |
| Paniōnios       | Nea Smyrnī |        | 9°                 |
| PAOK            | Salonicco  |        | 5°                 |
| Skoda Xanthī    | Xanthi     |        | 8°                 |

## Classifica finale
|                   | Pos. | Squadra         | Pt | G  | V  | N  | P  | GF | GS | DR  |
| ----------------- | ---- | --------------- | -- | -- | -- | -- | -- | -- | -- | --- |
| Grecia (bandiera) | 1.   | Panathīnaïkos   | 83 | 34 | 26 | 5  | 3  | 83 | 21 | +62 |
|                   | 2.   | Olympiacos      | 67 | 34 | 20 | 7  | 7  | 69 | 31 | +38 |
|                   | 3.   | PAOK            | 65 | 34 | 20 | 5  | 9  | 55 | 29 | +26 |
|                   | 4.   | Apollōn Smyrnīs | 63 | 34 | 20 | 3  | 11 | 61 | 37 | +24 |
|                   | 5.   | AEK Atene       | 62 | 34 | 17 | 11 | 6  | 61 | 33 | +28 |
|                   | 6.   | Īraklīs         | 62 | 34 | 18 | 8  | 8  | 55 | 36 | +19 |
|                   | 7.   | Arīs Salonicco  | 62 | 34 | 19 | 5  | 10 | 46 | 34 | +12 |
|                   | 8.   | Skoda Xanthī    | 50 | 34 | 14 | 8  | 12 | 52 | 55 | -3  |
|                   | 9.   | OFI Creta       | 49 | 34 | 15 | 4  | 15 | 40 | 38 | +2  |
|                   | 10.  | Edessaïkos      | 42 | 34 | 13 | 3  | 18 | 45 | 54 | -9  |
|                   | 11.  | Larissa         | 40 | 34 | 11 | 7  | 16 | 41 | 46 | -5  |
|                   | 12.  | Athīnaïkos      | 40 | 34 | 10 | 10 | 14 | 29 | 35 | -6  |
|                   | 13.  | Ethnikos Pireo  | 39 | 34 | 10 | 9  | 15 | 38 | 48 | -10 |
|                   | 14.  | Paniōnios       | 36 | 34 | 10 | 6  | 18 | 35 | 56 | -21 |
|                   | 15.  | Iōnikos         | 34 | 34 | 9  | 7  | 18 | 26 | 48 | -22 |
|                   | 16.  | Doxa Dramas     | 29 | 34 | 8  | 5  | 21 | 28 | 71 | -43 |
|                   | 17.  | Levadeiakos     | 20 | 34 | 5  | 5  | 24 | 23 | 67 | -44 |
|                   | 18.  | Kavala          | 19 | 34 | 5  | 4  | 25 | 27 | 75 | -48 |

Legenda:

      Campione di Grecia e ammesso alla UEFA Champions League
      Ammesso alla Coppa UEFA
      Ammesso alla Coppa delle Coppe
      Ammesso alla Coppa Intertoto
      Retrocesso in Beta Ethniki
Note:

Tre punti a vittoria, uno a pareggio, zero a sconfitta.

### Verdetti
- Panathinaikos campione di Grecia 1994-95 e qualificato alla UEFA Champions League
- AEK Atene qualificato alla Coppa delle Coppe
- Olympiacos Pireo e Apollon Atene qualificati alla Coppa UEFA
- OFI Creta e Iraklis Salonicco qualificati alla Coppa Intertoto
- Doxa Drama, Levadiakos e AO Kavala retrocesse in Beta Ethniki.